# Stara Drenčina
Stara Drenčina is een plaats in de gemeente Sisak in de Kroatische provincie Sisak-Moslavina. De plaats telt 195 inwoners (2001).